# 海上保安庁法
海上保安庁法（かいじょうほあんちょうほう、昭和23年4月27日法律第28号）は、海上保安庁の設置、組織、海上保安官の権限に関する日本の法律である。
大日本帝國海軍の解体に伴い非軍事を前提とする新たな組織として設立された海上保安庁の組織制度の根幹を定める。同庁総務部政務課が所管し、海上交通安全法・海上衝突予防法を所管する国土交通省海事局総務課危機管理室、警察官職務執行法を所管する警察庁長官官房、また日本周辺有事の際は防衛省統合幕僚監部および海上幕僚監部と連携して執行する。

## 構成
- 第1章 組織（第1条 - 第25条）
- 第2章 削除（第26条）
- 第3章 共助等（第27条 - 第28条の2）
- 第4章 補則（第29条 - 第33条の2）
- 附則抄 （第34条 - 第43条）

## 船体射撃に対する免責
能登半島沖不審船事件を受けて、海上保安官が武器を使用して人に危害を加えた場合の違法性阻却事由（免責要件）が「警察官職務執行法第7条」に定められた要件のみという状況では、不審船事案に有効に対応できないことが露呈したため、2001年に海上保安庁法の改正が行われた。
この改正では第20条2項において、一定の条件に限って、巡視船等が、停船命令を無視して逃走・抵抗する船舶に対して射撃し乗員に危害を加えても、海上保安官の違法性が阻却（免責）されることが明定された。
2001年の九州南西海域工作船事件においては、不審船の現認位置が日本の領海外の日本EEZ内であったので改正された第20条2項の要件を満たすことができず、従来と同じく船体射撃で被疑者が死傷した場合は、海上保安官の違法性を問われる恐れがあった。しかしRFS機能のついた機関砲で被疑者に危害を与えずに船体射撃を行えると判断した。